# Cantone di Sorgues
Il Cantone di Sorgues è una divisione amministrativa dell'Arrondissement di Avignone.
È stato istituito a seguito della riforma dei cantoni del 2014, che è entrata in vigore con le elezioni dipartimentali del 2015.

## Composizione
Comprende i comuni di:
- Bédarrides
- Châteauneuf-du-Pape
- Courthézon
- Jonquières
- Sorgues